# 池田千
池田千（日语：／ Ikeda Sen，生年不详—1599年7月20日（慶長4年））是日本战国时代的女性。

## 概述
法名安養院，池田恒興的女儿以及池田輝政的姐姐。池田千先是嫁予森長可，而后又成为中村一氏的妻子。据说她接受了武道训练并指挥一支由200名女性火枪手组成的部队。然而，引用的历史来源《美濃諸旧記》在《国書総目録》中无法确认（虽然《美濃国諸旧記》确实存在，但其中没有记载）。另外，《當代記》中提及她拥有1万石，但详细情况不明。 

## 流行文化
- 池田千曾出现在戰國無雙4 帝国和信長之野望系列的游戏中。

## 出典
1. 1 2  .   [2023-06-01]. （原始内容存档于2022-12-28）.
2. ↑  荒木祐臣. . 日本文敎出版. 1976  [2022-12-28]. （原始内容存档于2022-12-27） （日语）.
3. ↑  . dl.ndl.go.jp.   [2019-05-12]. （原始内容存档于2023-01-02）.

## 相关项目
- 日本的女性城主
- 日本女性参战年表（日语：日本における女性の合戦参加の年表）